# Сан Лоренцо (Фермо)
Сан Лоренцо (итал. San Lorenzo) насеље је у Италији у округу Фермо, региону Марке.
Према процени из 2011. у насељу је живело 373 становника. Насеље се налази на надморској висини од 152 м.